# Nomofobie
Nomofobie is een overmatige angst voor het niet continu bereikbaar zijn via een mobiele telefoon. Deze angst kan veroorzaakt worden door het buiten bereik zijn, het vergeten van het toestel of een slecht functionerend toestel. Een nomofoob is iemand die aan nomofobie lijdt.
De term is een afkorting die is afgeleid van de Engelse benaming  "no mobile-phone phobia" en werd bedacht tijdens een studie naar het fenomeen uit 2008 door de UK Post Office, waarbij 2100 gebruikers van mobiele telefoons werden ondervraagd.

## Onjuiste naamgeving
Hoewel uit bepaalde onderzoeken bleek dat mensen een angst hebben om niet meer bereikbaar te zijn, is de term fobie in het woord verkeerd gekozen.
Nomofobie wordt in de psychiatrie niet opgevat als fobie. In het Diagnostic and Statistical Manual of Mental Disorders, een handboek dat in de meeste landen als standaard in de psychiatrische diagnostiek dient, komt het verschijnsel dan ook niet voor.